# ماثيانج ميو
ماثيانج ميو (بالإنجليزية: Mathiang Muo) مواليد 3 أبريل 1987 في الخرطوم، هو لاعب كرة سلة محترف أسترالي سوداني بدأ مسيرته الاحترافية في سنة 2013 ويحمل الرقم 23. يبلغ طوله 6 قدم 5 بوصة (2.0 م). لعب مع برث وايلدكاتز في الدوري الأسترالي لكرة السلة.